# Anders Öhrwall
Anders John Esbjörn Öhrwall, född 28 november 1932 i Örebro, död 4 februari 2012 i Stockholm, var en svensk dirigent, tonsättare och arrangör.

## Biografi
Öhrwall var kyrkomusiker i Adolf Fredriks församling 1962–1999, och det var också inom ramen för den tjänsten som han grundade Adolf Fredriks Bachkör 1964, vilken han sedan ledde till år 2000. Bachkören firade stora triumfer både i Sverige och internationellt. 1982–1985 var han chefsdirigent för Radiokören. Han var dirigent för Sveriges Radios ungdomskör till dess nedläggning 1969. Han var också mångårig ledare för Filharmoniska kören, knuten till Konserthuset i Stockholm. Under några år på 1990-talet var han ledare för The Phoenix Bach Choir, Arizona, USA.
Öhrwall var en uppmärksammad barockinterpret och var cembalist i ensemblen Musica Holmiae. Han samarbetade också under flera år med Nikolaus Harnoncourt och dennes ensemble Concentus Musicus Wien bland annat på flera inspelningar av musik av Händel och Bach.
Anders Öhrwall var upphovsman till en stor mängd kompositioner och arrangemang, främst för kör, a cappella eller med olika typer av instrumentala ackompanjemang. Det gav upphov till smeknamn som Körwall och Arrwall.
Öhrwall är far till Fredrik Öhrwall, Cecilia Öhrwall och Esbjörn Öhrwall.
Anders Öhrwall är begravd på Adolf Fredriks kyrkogård i Stockholm.

## Priser och utmärkelser
- 1980 – Ledamot nr 834 av Kungliga Musikaliska Akademien
- 1980 – Norrbymedaljen
- 1984 – Deverthska kulturstiftelsens stipendium
- 1987 – Litteris et Artibus
- 1994 – Årets körledare
- 1999 – Musikföreningens i Stockholm stipendium

## Kompositioner och arrangemang (urval)
- Trettondagsmusik
- Mariamusik
- I denna ljuva sommartid
- Gaudete
- Noget om – Tre sånger till texter av Halfdan Rasmussen
- Sex folkmelodier
- Wenn du einen Garten hast
- Folkliga koralmelodier
- Piae cantiones – Två sånger ur Piae cantiones
- Fredmans epistlar Åtta av Fredmans epistlar

## Diskografi i urval
- Bach till tröst och glädje
- Mariamusik
- Aftonsång och julepsalm, med Håkan Hagegård
- Tre fasliga fåglar –  visor för barn och vuxna av Laci Boldemann
- Kör i folkton, Adolf Fredriks Bachkör
- Svensk barock och rokoko
- Härlig är jorden, Adolf Fredriks Bachkör
- Messiah – a live recording, G.F. Händel
- Then svenska messan, Johan Helmich Roman
- Requiem op 13 g-moll, Otto Olsson
- Hosianna, Anne Sofie von Otter
- Gaudete, Härlig är jorden med Håkan Hagegård, Adolf Fredriks Bachkör
- Änglastämmor, herdarop – julmusik
- Gläd dig, Mariamusik, med Adolf Fredriks Bachkör
- Bach, Händel, Schütz
- Ode for St. Cecilia's day, George Frideric Händel
- Motets BWV 225–230, Johann Sebastian Bach
- Cantatas 106 & 140, Magnificat, Johann Sebastian Bach
- Mässa h-moll, Johann Sebastian Bach
- Bach highlights, Adolf Fredriks Bachkör
- Hosianna! – Christmas music, Adolf Fredriks Bachkör, Anne Sofie von Otter, Sjuans musikkår (Frälsningsarméns musikkår)

### Webbkällor
- Öhrwall, Anders J E i Vem är det, sid 1243, 1993